# Ryssopterys timoriensis
Ryssopterys timoriensis là một loài thực vật có hoa trong họ Malpighiaceae. Loài này được (DC.) Blume ex A. Juss. miêu tả khoa học đầu tiên năm 1837.